# 特韋爾切斯縣

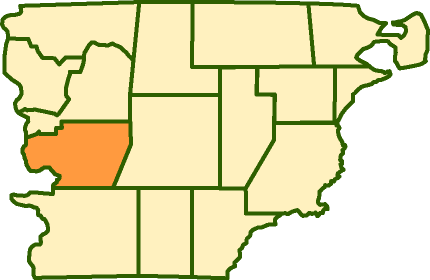

44°1′S 70°28′W / 44.017°S 70.467°W
特韋爾切斯縣（西班牙語：Departamento Tehuelches），是阿根廷的縣份，位於該國中部丘布特省，首府設於何塞德聖馬丁，始建於1901年11月11日，面積14,750平方公里，2001年人口5,159，人口密度每平方公里0.35人。